# Abdeslam Yasín
Abdeslam Yasín (1928-2012) (en árabe: عبد السلام ياسيـن‎) fue el líder del partido islamista marroquí Al Adl Wa Al Ihssan (Justicia y Caridad). Gozó de un amplio apoyo en la sociedad marroquí, especialmente entre la población más pobre y en las universidades. Predicaba un Islam moderado no violento, crítico con el gobierno y el rey marroquí.

## Biografía
Orígenes
El Cheikh (jeque) Abdeslam Yasín nació en 1928 en el seno de una familia pobre perteneciente a la tribu de los Ait-Bihi, en la comarca de Oullouz en el Souss (al Sur de Marruecos, junto a Essaouira). Pertenecen a los denominados Cherifs Idrissís, descendientes del profeta Mahoma.
Realizó sus estudios primarios en Marrakech, en una escuela fundada por Mokhtar Soussi y posteriormente en el instituto Ibn Youssef. Obtuvo el título de magisterio en Rabat en 1947, ejerciendo durante 20 años y combinando su actividad pedagógica con puestos en el Ministerio de Educación como inspector. En 1968 fue cesado de sus funciones hasta su jubilación oficial, en 1987.
Formación en el Sufismo
En 1965 formó parte de la Zaouia (hermandad) Boutchichia, donde tuvo parte de su formación religiosa sufí de la mano del Cheikh Hadj El Abbas. Tras varios años de meditación se convirtió en uno de los destacados de la Zaouia. A la muerte, de El Abbas, el Cheikh Abdeslam Yasín consideró que las prácticas sufíes de la Zaouia se apartaban de la sunna en detrimento de la vida de un buen musulmán. Finalmente la abandonó junto a Ahmed Mellakh y Souleimani Alaui.
Inicios de la Yihad
En 1974 el Cheikh Abdeslam Yasín se dirige al Rey Hassan II para aconsejarle por medio de una carta titulada “El Islam o El Diluvio”, que le valió pena, sin juicio, de reclusión durante tres años y medio en un asilo psiquiátrico. En la carta le insta al Rey a actuar consecuentemente a los orígenes de su ascendencia, el profeta Mahoma, y denuncia la corrupción del Majzén y la “occidentalización” del régimen. Finalmente lo anima a eliminar los partidos políticos y a unirse con él mismo y con el ejército.
Poco después de su excarcelación, en 1978, se le prohíbe predicar en ninguna mezquita del país. Después de una serie de encuentros con notables y ulemas marroquíes para intentar formar frente común a sus aspiraciones yihadistas, decide emprender, ante el fracaso de estos, su lucha por su propia cuenta. Tampoco recibe apoyo político alguno ni de asociaciones civiles ni humanitarias.
Comienza publicando la revista Al-Jamaa, que fue duramente perseguida hasta su prohibición tras una quincena de números. En uno de ellos redacta un artículo llamado “Palabras y Actos” con el que responde a la carta real de Hassan II como ocasión del inicio del 15º siglo de la hégira, por el que fue nuevamente detenido.
Mientras que la revolución islámica iraní de 1979 es condenada en todo el mundo, el Cheikh Abdeslam Yasín la admira señalando la gran aportación a la educación del pueblo y reconoce el valor de sus tropas. En esta revolución deposita la esperanza de una profunda reforma en todo el mundo árabe musulmán. Esta admiración la plasma en su libro “Islamizar la Modernidad”. Mientras, la corona alauí se alinea con Estados Unidos e Israel en la condena a la revolución islámica en Irán.

### Creación deAl Adl Wa Al Ihssan
En 1981 funda el movimiento islamista Jamaa Islamia, que nunca fue reconocido por las autoridades marroquíes, aún cambiando numerosas veces de nombre: Al Jamaa Al khairira (Asociación de Beneficencia), Asociación de la Jamaa, etc., hasta 1987 cuando toma su nombre definitivo: Al Adl Wa Al Ihssan (Justicia y Caridad), que pasa a ser un nuevo partido político. Pero el verdadero encumbramiento llevado a cabo por sus seguidores lo consigue tras la adhesión a su organización de Mohamed Bachiri, un imán muy conocido en Casablanca. La mayoría de sus bases las forman los jóvenes, los estudiantes, los desempleados y los obreros.
Intenta nuevamente la publicación de otras revistas de corte islamista, Assobh (Aurora) de la que no llega a circular más de un par de números y le valió ser encarcelado más de dos años por “atentar contra la seguridad del Estado”, o Al Khitab (El Discurso), con solo un número y por el que fueron perseguidos hasta sus distribuidores.

### Reclusión domiciliaria
El 30 de diciembre de 1989 es condenado a una reclusión domiciliaria en su casa de Salé, de la que se le prohíbe salir y recibir visitas, incluidas las de sus familiares. Sin embargo, en 1990 asiste a la oración del viernes en la mezquita Ibn Saïd, donde pronuncia un discurso en el que anuncia la inauguración de un nuevo frente “contra el que el enemigo no tiene nada que hacer: la adoración y la invocación, el arma más eficaz contra los injustos”. Su salida del domicilio a la mezquita la continúa haciendo durante todo el mes de Safar de 1411 (año de la hégira).
Tras seis años de reclusión domiciliaria, el anuncio por parte de un alto cargo del gobierno de la eliminación de la pena, congrega a las puertas de su domicilio a numerosos medios de prensa y seguidores. Sin embargo, durante la visita a la mezquita que realiza al salir de su domicilio es informado oficialmente de que la reclusión continúa vigente. Esta situación es transmitida al final de su discurso en la misma mezquita ante todos los fieles congregados. Poco después se le prohíbe a cinco de sus familiares, incluida su esposa, la peregrinación a La Meca (quinto pilar del Islam).
Ese mismo año dirige una carta abierta al ya Rey Mohamed VI, en la que le insta a la “piedad y al temor a Dios en la gestión de los asuntos del pueblo marroquí y a la reparación de las injusticias cometidas y los derechos no respetados durante el reinado de su padre, Hassan II”. Igualmente le recuerda los consejos que le dirigió años atrás en la carta “El Islam o El Diluvio”, donde le aconseja seguir los ejemplos de Omar Ibn Abdelaziz. También denuncia que mientras que el pueblo marroquí sigue sumido en la pobreza, el ofrece una imagen de Rey moderno y joven que realiza frecuentes viajes por el país “ofreciendo sonrisas en lugar de pan”. Sin embargo, esta carta es atribuida por algunos a su hija y activa militante de Al Adl Wa Al Ihssan, Nadia Yasín. Durante su reclusión domiciliaria le es repetidamente planteada la posibilidad de su liberación a cambio de comprometerse a respetar la monarquía alauí, cuestión que desechó en todas las ocasiones.
Vida pública
El 19 de mayo de 2000 el Cheikh Abdeslam Yasín burla la prohibición impuesta de no salir de su casa y se dirige a la mezquita a la oración del viernes. Las autoridades anuncian públicamente que nadie le impedía salir de su domicilio y que la pena de reclusión domiciliaria como tal ya no existía. Esta maniobra se interpreta como un lavado de imagen del Estado con el nuevo monarca para subrayar que en Marruecos los Derechos Humanos están asegurados, al haberse visto forzado por la situación.
Desde ese momento, se le permite libertad de movimiento, pero es permanentemente vigilado por la policía. Goza de numerosos seguidores allá donde aparece y las muestras de entusiasmo y fidelidad de estos son seguidas muy de cerca por las autoridades. Mientras que sus admiradores crecen en el país, sus discursos son considerados delirantes por muchos.
En diciembre de 2000 se organizan por todo el país manifestaciones por el “deterioro de la situación de los derechos del hombre en Marruecos, sobre todo los de los miembros de Al Adl Wa Al Ihssan”. Durante las mismas, numerosos de entre los organizadores son detenidos y condenados a tres meses de prisión, entre los que figuran varios miembros de su familia.
Aunque actualmente continúa en las riendas de su partido, su avanzada edad y delicado estado de salud suscita la incógnita de quién será su sucesor, si bien su propia hija Nadia ejerce como uno de los pesos más visibles del mismo. Paradójicamente, uno de los puntos más radicalmente defendidos por el Cheikh Abdeslam Yasín es la defensa del papel de la mujer, su emancipación y el reconocimiento de sus derechos, siempre desde la óptica del Islam.

## Enfrentamientos con el Majzen y con la Monarquía
El Cheikh Abdeslam Yasín negaba públicamente al monarca el título de “príncipe de los creyentes” y consideraba que las riquezas que ha heredado de su padre, Hassan II, son ilegítimas. Su partido, Al Adl Wa Al Ihssan, se considera que posee un respaldo mayoritario en el país, con lo que las opiniones del Cheikh resultan más que amenazantes para la actual monarquía.
Al Adl Wa Al Ihssan se negó a participar en las elecciones y animaba a la abstención. Poseía gran poder de movilización, mostrada con varias iniciativas (manifestaciones, campañas de acoso a turistas en las playas). Esta falta de actividad en el campo político ha sido utilizada por los movimientos integristas radicales para acusar a Al Adl Wa Al Ihssan de ser una organización pasiva. Sin embargo, el movimiento del Cheikh Yasín ha dado un paso importante en el espacio político al ocupar la dirección del sindicato, hasta ahora controlado por el partido socialista.

## Actividad delpartido
Al Adl Wa Al Ihssan capta a sus seguidores principalmente en los barrios pobres y en las universidades. Denuncian que el Majzen, en lugar de ocuparse de las necesidades básicas de la población (sanidad, educación), se limita a enriquecerse personalmente a costa del pueblo. Esta situación es aprovechada por Al Adl Wa Al Ihssan para difundir los principios islámicos al mismo tiempo que se proporcionan esas mismas necesidades básicas que el Majzen olvida. Teniendo en cuenta las enormes bolsas de pobreza que existen en Marruecos, esto significa una cantera integrista muy importante.
En la universidad, el movimiento del Cheikh Yasín se gana la voluntad de los jóvenes al denunciar a un sistema que les priva de expectativas de futuro una vez acaben su formación. La tasa de desempleo en Marruecos es muy alta, y nuevamente este hecho es aprovechado por Al Adl Wa Al Ihssan para ganar adeptos. La organización siempre se ha mostrado distante del integrismo argelino y predica un islamismo radical no violento. Sin embargo, la justicia marroquí condenó a 12 militantes de la organización a 20 años de prisión por el asesinato en 1992 de un estudiante de izquierdas.

## Respuesta del Majzen y la Monarquía
Frente a la actividad de la organización, el Majzen responde ofreciendo al pueblo dos alternativas para reorientar su religiosidad. De esta forma, plantea una estrategia de “divide y vencerás” a un islamismo en crecimiento en todo el mundo musulmán.
Esta doble alternativa consiste, por un lado, alentando un movimiento islamista oficial (centralizado en el Ministerio del Habús Asuntos Religiosos, en manos hasta hace poco de Abdelkadir M'Dagri Alaui, pariente del Rey) y en el Partido de la Justicia y el Desarrollo, de corte islamista moderado.
Por otro lado, el Majzen facilita que Arabia Saudí financie la propaganda del wahabismo (corriente que nunca antes había tenido presencia en Marruecos, en contra de la imperante en el país, que es la escuela de pensamiento malikí) para atraer a los seguidores del Cheikh Yasín. Este islamismo importado se ha construido fundamentalmente en torno a tres grupos, que han perpetrado numerosos atentados y asesinatos, como el de Casablanca: Separación y excomunión (Takfir Wal Hijra), liderado por Yusef Fikri, Camino recto (Assirat Al Mustakim) que es una escisión del grupo anterior, de Zakaria Miludi, y Yihad Salafista (Salafiyia Yihadihia), cuyo líder, Mohamed Fizazi, que apoya expresamente a Bin Laden, publicó en 1993 una “Carta al guía de Al Adl Wa Al Ihssan” en la que le acusaba de tibieza.
A cambio, los saudíes prestan apoyo a Marruecos en su lucha contra los rebeldes independentistas del Sahara Occidental, como en la construcción de sus muros defensivos o con el no reconocimiento de la República Árabe Saharaui Democrática (RASD) como Estado miembro de la Liga Árabe.

## Elecciones de 2007
Ante las elecciones marroquíes de 2007, el partido del Cheikh Yasín había programado una serie de jornadas de puertas abiertas, en las que todo aquesl interesado podía acercarse a las sedes de la organización ubicadas por todo el país. Ante la afluencia masiva en los primeros días, se realizaron detenciones masivas de militantes y se han clausurado algunas de las oficinas, como la de Uchda.
Ante el llamamiento a boicotear el proceso electoral, se atribuyó la escasa participación, así como el fracaso del partido islamista legalizado (el PJD) el éxito de esta llamada por parte de Al Adl Wa Al Ihssan. La participación nunca había sido tan baja y el 19% de los votos fueron invalidados.